# Jeghnadżur
Jeghnadżur – wieś w Armenii, w prowincji Szirak. W 2011 roku liczyła 27 mieszkańców.